# Vsévolod Bagnó
Vsévolod Ievguénievitx Bagnó (rus: Все́волод Евге́ньевич Багно́), nascut el 7 de juny de 1951 a Engels, és un crític literari, filòleg i hispanista rus i soviètic.

## Biografia
Vsévolod Bagnó es va graduar en la secció d'hispanística de la facultat de filologia de la Universitat Estatal de Sant Petersburg el 1974 i va demanar l'ingrés a l'escola de postgrau de la Casa Puixkin com a estudiant de l'acadèmic Mikhaïl Alekséiev. Hi va ingressar el 1978, i es va convertir en col·laborador d'investigació en pràctiques el 1986 i col·laborador sènior el 1994. Director del Departament d'Intercomunicació amb les Literatures Estrangeres de l'Institut de Literatura Russa (Casa Puixkin). Candidat en filologia el 1977, amb una dissertació sobre Emilia Pardo Bazán i la literatura russa a Espanya. Doktor nauk des del 1994, amb una tesi titulada El destí del mite del Quixot a Rússia i al món. És professor i membre del consell de dissertació de la Facultat de Filologia de la Universitat Estatal de Sant Petersburg. És membre corresponent de l'Acadèmia Russa de les Ciències de Rússia des del 25 de maig de 2006 (secció històrico-filològica).
És redactor en cap de la revista Russkaia literatura, membre del consell de la revista Zvedà i del Premi Gran Llibre. També és membre de l'Associació Internacional d'investigadors Miguel de Cervantes (1990), president de la societat pública Fons Cervantes i membre de la Unió d'Escriptors de Sant Petersburg.
Bagnó és membre del Consell Assessor per al suport, la preservació i el desenvolupament de la llengua russa al Comitè d'Educació i Ciència del Consell de la Federació Russa; igualment és membre del Consell de Ciència i Innovació del Ministeri de Cultura de la Federació Russa i membre del Consell per a la Cultura del governador de Sant Petersburg. Membre del consell de la Fundació D.S. Likhatxov. És membre del consell de supervisió de la Universitat Estatal de Rússia per a les Humanitats.
És copresident de la comissió «Rússia, Espanya, Amèrica Llatina: Comunicació i Cultura» del Consell Científic de la història de la cultura mundial de l'ARC. És membre del consell de redacció de la sèrie Monuments literaris des del 1989 i president del consell de redacció de les Obres completes de Fiódor Dostoievski en 35 volums. També és membre igualment del comitè de les Obres completes d'Aleksandr Puixkin.
És president del jurat del concurs internacional de joves talents Star Prometheus.

## Activitats literàries
Ha traduït poesia, prosa i teatre del castellà, català, francès i anglès (Ramon Llull,Luis de León, Francisco de Quevedo, José Ortega y Gasset, Ramón María del Valle-Inclán, Jorge Luis Borges, Julio Cortázar, Salvador Espriu,John Keats, Arthur Rimbaud, Germain Nouveau et al.).
Ha escrit també diversos llibres d'aforismes irònics ("Per l'absurd", rus: Под абсурдинку 2001 - 2011).

## Obres principals
És autor de més de 280 publicacions científiques.
- Emilia Pardo Bazán i literatura russa a Espanya, rus: Эмилия Пардо Басан и русская литература в Испании (1982)
- Camins El Quixot, rus: Дорогами Дон Кихота (1988)
- (castellà) El Quijote vivido por los rusos (1995)
- Rutes de Rússia a Espanya, rus: Русские маршруты в Испании (2004)
- Poesia russa de l'Edat de Plata i el món romànic, rus: Русская поэзия Серебряного века и романский мир (2005)
- Rússia i Espanya: fronteres comunes, rus: Россия и Испания: общая граница (2005)
- El Quixot a Rússia i el quixotisme rus, rus: Дон Кихот в России и русское донкихотство (2009)
- Mite - imatge - motiu: literatura russa en el context del món, rus: Миф — образ — мотив: русская литература в контексте мировой (2014)
- (rus) El quixotisme rus com a fenomen de cultura, Русское донкихотство как феномен культуры
- (castellà) El lulismo ruso como fenómeno de cultura